# Elchin Babayev
Elchin Babayev (en azerí: Elçin Səfəralı oğlu Babayev, Najicheván, 4 de abril de 1965) es un científico y profesor asociado azerbaiyano. Actualmente se desempeña como rector de la Universidad Estatal de Bakú, cargo al que accedió el 11 de marzo de 2019.
Doctor en ciencias físicas y matemáticas, se ha desempeñado como: director ejecutivo de la Fundación para el Desarrollo de la Ciencia, entre 20109 y 2019 ; Jefe del Departamento de Plasma Cósmico y Problemas Heliogeofísicos y Subdirector del Observatorio Astrofísico de Şamaxı de la AMEA.

## Biografía
Elçin Səfəralı oğlu Babayev nació el 4 de abril de 1965 en Najicheván, RSS de Azerbaiyán. Ha trabajado en la Academia de Administración Pública bajo la presidencia, el Instituto de Capacitación Avanzada de Administración Pública y cursos de desarrollo profesional a corto plazo en el Centro de Educación Continua.
- Datos: Q30045270

1. ↑  «E.S.Babayevin Bakı Dövlət Universitetinin rektoru təyin edilməsi haqqında Azərbaycan Respublikası Prezidentinin Sərəncamı». Archivado desde el original el 12 de marzo de 2019. Consultado el 28 de febrero de 2019.
2. ↑  «E.S.Babayevin Azərbaycan Respublikasının Prezidenti yanında Elmin İnkişafı Fondunun icraçı direktoru vəzifəsindən azad edilməsi haqqında Azərbaycan Respublikası Prezidentinin Sərəncamı». Archivado desde el original el 12 de marzo de 2019. Consultado el 28 de febrero de 2019.
3. ↑  «Elçin Səfəralı oğlu Babayev, fizika-riyaziyyat üzrə fəlsəfə doktoru». Archivado desde el original el 31 de enero de 2018. Consultado el 28 de febrero de 2019.
4. ↑  http://shao.az/az/content/57
5. ↑  «Babayev Elçin Səfəralı oğlu». Archivado desde el original el 9 de febrero de 2018. Consultado el 28 de febrero de 2019.